# Paraphalaenopsis serpentilingua
Paraphalaenopsis serpentilingua är en orkidéart som först beskrevs av Johannes Jacobus Smith, och fick sitt nu gällande namn av Alex Drum Hawkes. Paraphalaenopsis serpentilingua ingår i släktet Paraphalaenopsis och familjen orkidéer. Inga underarter finns listade i Catalogue of Life.